# Relações Governamentais
Relações Governamentais refere-se à construção de um relacionamento com o governo, com o objetivo de estabelecer com ele um diálogo contínuo para que se teçam sólidos e duradouros vínculos com os principais formuladores de políticas públicas, sedimentando assim um canal de comunicação de via de mão dupla. A atividade de Relações Governamentais promove a abertura de um canal de comunicação entre o governo, empresas privadas e organizações da sociedade civil, o que permite que a avaliação efetiva de propostas e/ou demandas nos processos decisórios seja realizada, legitimando, assim, a defesa da democracia enquanto ferramenta de tomada de decisões. O estabelecimento de um diálogo contínuo com o governo possibilita a identificação de oportunidades, a antecipação de riscos e, sobretudo maior participação no processo decisório estatal. Quão maior essa participação, mais equilibrado, aberto e transparente o jogo democrático se torna.

## Definição
Para a ABRIG (Associação Brasileira de Relações Institucionais e Governamentais), “a atividade de Relações Governamentais é aquela por meio da qual os atores sociais e econômicos impactados por proposições legislativas (Parlamento) ou por políticas públicas (Executivo) fazem chegar aos tomadores de decisão política a sua visão sobre a matéria, com o intuito de: (i) mitigar riscos econômicos, sociais, institucionais ou operacionais; (ii) oferecer modelo mais equilibrado; (iii) apresentar sugestões pontuais para o melhoramento da proposição; (iv) apresentar fatos, dados e informações importantes para a melhor compreensão do universo sobre o qual a medida terá impacto, de modo a que o tomador de decisão pondere mais elementos na formulação de proposição legislativa ou política pública; (v) alertar para inconstitucionalidades, injuridicidades (inadequação ao ordenamento jurídico vigente), e má técnica legislativa”.

## Histórico
Na última década, a área de Relações Governamentais tem apresentado um crescimento exponencial. Tal crescimento fomentou diversas iniciativas extremamente importantes, tais como as Conferências Aberje que, tendo início em 2013, foram um espaço de interlocução privilegiado para os profissionais de relações governamentais. Lá eles puderam discutir os desafios que enfrentam cotidianamente, compartilhar casos de sucesso e fracasso e, sobretudo, refletir sobre a necessidade de qualificar-se e capacitar-se cada vez mais para o exercício da atividade. Atentos a essa tendência, Insper e Aberje lançaram cursos de curta duração especialmente voltados ao tema. Em 2015, a Fundação Getúlio Vargas lançou o primeiro MBA em Relações Governamentais da América Latina, atitude que confirmou a tendência de crescimento previamente observada.
Essas iniciativas têm contribuído para a institucionalização do relacionamento com o governo e para profissionalizá-lo, tornando a representação de interesses mais técnica.
Os profissionais da área, por sua vez, revitalizaram a ABRIG (Associação Brasileira de Relações Institucionais e Governamentais) e criaram o IRELGOV (Instituto de Relações Governamentais).  Essas organizações têm gerado conhecimento, debatido os desafios enfrentados e levado ao Poder Legislativo seus pontos de vista quanto à regulamentação da atividade de lobby. 
Em 2018, a partir de uma ação liderada pela ABRIG, o Ministério do Trabalho incorporou o profissional de Relações Institucionais e Governamentais ao Código Brasileiro de Ocupações (C.B.O.). Trata-se de formalização inédita, pois traz uma descrição sumária da ocupação, muito fiel às principais atribuições desse profissional.  

## Sites importantes
- http://www.aberje.com.br
- http://www.abrig.org.br
- http://www.irelgov.com.br
- https://www.insper.edu.br
- https://educacao-executiva.fgv.br